# どん底
『どん底』（どんぞこ、ロシア語:На дне）は、マクシム・ゴーリキーの戯曲。1901年冬から1902年春にかけて書かれた。

## 概要
執筆当時のロシア社会の貧困層が描かれ、木賃宿を舞台に住人達の物語が展開される。本作には筋がなく、主人公もいない。アントン・チェーホフからの影響が指摘される。
ゴーリキーの戯曲は知識階級を描いた作品が多いが、本作はゴーリキーの物書きとしての初期作品に見られるルンペンプロレタリアートが描かれている。しかし、ゴーリキーの特色たるロマンティシズムの面影はほとんどなく、実写主義が全体を貫いている。本作はゴーリキーのルンペン時代を葬る挽歌、訣別の辞として知られている。

## あらすじ
コストゥイリョフの妻ワシリーサは、夫から自由になることを画策する。ワシリーサは情夫ペーペルが、彼女の実妹ナターシャに惚れていることに目をつける。ナターシャは姉夫婦の家に居候していて、虐待を受けていた。夫を殺害すれば、妹と結婚させ300ルーブリを提供しようと申し出る。ナターシャは結婚することで虐待から逃れられることができ、ペーペル自身もコストゥイリョフに2度も牢屋に送られた仕返しをでき、ワシリーサは夫と別れることができ、皆が幸福になるという。ペーペルはワシリーサの誘惑にのり、コストゥイリョフを殺害する。ところが、ワシリーサはペーペルが殺したと訴える。騙されたと知ったペーペルはワシリーサを道連れにしようとし、ワシリーサから計画を持ち込まれたことをしゃべる。そうしてナターシャは姉と自分の夫となる人が、共謀して義兄を殺害したことを悟り、ワシリーサ、ペーペル、そして自分を牢屋に入れてくれと訴える。
ペーペルとワシリーサは捕まり裁判にかけられ、ナターシャは病院から失踪してしまう。彼女たちの叔父のメドヴェージェフは警察を首になっていた。犯罪を犯さないものも、貧困という牢獄から抜け出すことを夢見ながらも、抜け出せない。誰一人幸福になることがなく、どん底にいる市民たちは、歌と酒だけを娯楽に日々の生活を送っていく。

## 登場人物
ミハイル・イワーノヴィッチ・コストゥイリョフ
54歳、木賃宿の亭主。
ワシリーサ・カールポヴナ
コストゥイリョフの女房、26歳。
ナターシャ
ワシリーサの妹、20歳。
メドヴェージェフ
ワシリーサとナターシャの叔父、巡査、50歳。
ワーシカ・ペーペル
泥棒、28歳。
クレーシチ・アンドレイ・ミートリイチ
錠前屋、40歳。
アンナ
クレーシチの妻、30歳。
ナースチャ
売春婦、24歳。
クワシニャー
肉饅頭売りの女、40代かっこう。
ブブノーフ
帽子屋、45歳。
サーチン
40代ぐらい。
役者
サーチンとほぼ同年輩。
男爵
33歳。
ルカ
巡礼者、60歳。
アリョーシカ
靴屋、20歳。
クリヴォイ・ゾーブ
荷かつぎ人足。
だったん人
荷かつぎ人足。「だったん人」とはタタール人の意、ロシアにおけるイスラム教徒のこと。
ほかに、名もなく台詞を持たない浮浪人数人。

## エピソード
現声優で子役出身でもあった古川登志夫は、本作品の公演をみて改めて演劇を志したと述べている。